# La Chapelle-Erbrée
La Chapelle-Erbrée (en bretó Ar Chapel-Ervoreg) és un municipi francès, situat a la regió de Bretanya, al departament d'Ille i Vilaine. L'any 2006 tenia 567 habitants.

## Demografia
| 1962                                       | 1968 | 1975 | 1982 | 1990 | 1999 |
| ------------------------------------------ | ---- | ---- | ---- | ---- | ---- |
| 496                                        | 507  | 405  | 414  | 465  | 450  |
| Des de 1962: població sense dobles comptes |      |      |      |      |      |

## Administració
| Període | Identitat        | Partit |
| ------- | ---------------- | ------ |
| -2001   | Pierre Planchais |        |
| 2001-   | Joël Marquet     |        |